# Mallodon spinibarbe
Mallodon spinibarbe är en skalbaggsart som först beskrevs av Linne 1758.  Mallodon spinibarbe ingår i släktet Mallodon, och familjen långhorningar. Artens utbredningsområde är delar av Sydamerika. Inga underarter finns listade.